# Приключения Плуто Нэша
«Приключения Плуто Нэша» (англ. The Adventures of Pluto Nash) — американская фантастическая комедия Рона Андервуда. Съёмки начались 18 июня 2000 года и продолжались 79 дней. Мировая премьера картины состоялась 16 августа 2002.

## Сюжет
В 2080 году в Малой Америке на Луне бывший контрабандист Плуто Нэш помог другу-неудачнику, мечтавшему о карьере поп-звезды и занявшему деньги у мафии на покупку бара, выкупив у мафии долг и тем самым став владельцем бара. К 2087 году друг стал поп-звездой, а Плуто — хозяином самого модного ночного заведения в Солнечной системе.
В этот момент тут, на Луне, легализовали азартные игры, и клуб опять стал приманкой для мафии. Вскоре к Плуто приходят гангстеры во главе с Моганом. Моган требует продать ему заведение. В ответ на отказ негодяи начинают учинять всякие безобразия вроде покушений, взрывов и т. д., и Плуто вместе с друзьями не остается ничего иного, кроме как разыскать самого главного злодея и поговорить с ним по душам. В дальнейшем узнается что Моган в свою очередь помогает загадочному Рексу Крейтору осуществить коварный план захвата всей Луны.

## В ролях
| Актёр          | Роль                     |
| -------------- | ------------------------ |
| Эдди Мёрфи     | Плуто Нэш / Рекс Крейтор |
| Рэнди Куэйд    | Бруно                    |
| Розарио Доусон | Дина Лэйк                |
| Джо Пантолиано | Моган                    |
| Джей Мор       | Тони Фрэнсис             |
| Луис Гусман    | Феликс                   |
| Джеймс Ребхорн | Бэлчер                   |
| Питер Бойл     | Роулэнд                  |
| Берт Янг       | Джино                    |

## Съёмки
Съёмки фильма начались в апреле 2000 года и окончились в сентябре того же года. Бюджет картины составил 100 млн долларов.

## Критика
Большинство отзывов были отрицательные. Rotten Tomatoes поставил этот фильм на семьдесят девятое место в 100 худших фильмов с рейтингом 6 % на Tomatometer. При бюджете в 100 млн долл. получил в мировом прокате всего 7 млн долл.
Фильм с треском провалился в прокате, собрав в первый уик-энд только 2 млн долл. В США сборы с проката DVD составили около 25 млн долл..